# هوراس بونسر
هوراس بونسر (انگلیسی: Horace Bonser; ۲۷ مارس ۱۸۸۲ – ۷ ژوئن ۱۹۳۴) تیرانداز اهل ایالات متحده آمریکا بود.
وی در مسابقات کشوری و بین‌المللی در مجموع برندهٔ ۱ مدال طلا شده‌است.